# Floridichthys
Floridichthys es un género de peces actinopeterigios de agua dulce, distribuidos por ríos y lagos de América del Norte y América Central.

## Especies
Existen  especies reconocidas en este género:
- Floridichthys carpio (Günther, 1866)
- Floridichthys polyommus Hubbs, 1936